# Valentin Yesa

a Compétitions nationales et continentales officielles uniquement.

b Matchs officiels uniquement.
Valentin Yesa, né le 31 mars 1995 à Toulouse, est un joueur français de rugby à XIII évoluant au poste de pilier. Formé à Toulouse avec lequel il fait ses débuts en senior, il rejoint en 2015 Limoux et participe activement aux deux titres de Championnat de France remportés en 2016 et 2017.  

## Biographie
Il est hors des terrains commercial chez Renault.
Il découvre le rugby à XIII à Ayguesvives avant de rejoindre en cadet le Toulouse olympique XIII. Avec ce dernier, il parfait sa formation et fait ses débuts en Championnat de France. Il quitte ensuite le club de Toulouse pour s'engager en 2015 à Limoux et participe activement aux deux titres de Championnat de France remportés en 2016 et 2017.
En 2021, dans le cadre d'une rencontre de préparation des Dragons Catalans, il est sélectionné dans le XIII du Président réunissant les meilleurs éléments du Championnat de France.

## Palmarès
- Collectif :
  - Vainqueur de la Coupe d'Europe : 2018 ( France)
  - Vainqueur du Championnat de France : 2016, 2017 et 2023 (Limoux).
  - Finaliste du Championnat de France : 2018 et 2022 (Limoux).
  - Finaliste de la Coupe de France : 2016 et 2018  (Limoux).

### Détails en sélection
| 1. | 7 octobre 2018   | Serbie     | 54-2  | Amical         | Pilier     | 8 | 2 | 0 | 0 |
| 2. | 17 octobre 2018  | Angleterre | 6-44  | Amical         | Remplaçant | 0 | 0 | 0 | 0 |
| 3. | 10 novembre 2018 | Écosse     | 28-10 | Coupe d'Europe | Remplaçant | 0 | 0 | 0 | 0 |